# 許男斯
許男 斯（きょだん し、生没年不詳）は、春秋時代の諸侯国の許の君主の一人。姓は姜、名は斯。在位期間は紀元前522年から紀元前502年とされている。

## 生涯
元年（紀元前522年）、許男斯の父の悼公は許男斯の長兄の世子止によってすすめられた薬を飲んで死んだ。世子止は父を殺したため、継位せずに、弟の公子虺に君位を継がせた。同年、許男斯が立った。許男斯が公子虺から君位を得た経緯は不明で、公子虺と同一人物という可能性もある。
十九年（紀元前504年）、許は鄭によって滅亡した。許男斯は君主の位を奪われた。

## 家庭

### 父
- 悼公

### 兄弟
- 世子止（中国語版）
- 公子虺（中国語版）

### 従子
- 元公